# Wu Jinghua
Wu Jinghua, aussi appelé Luovu Lapu, est un homme politique chinois de nationalité Yi,, né à Mianning dans la province du Sichuan en janvier 1931 et décédé le 19 octobre 2007 à Pékin. Il adhéra au Parti communiste chinois en 1949.

## Biographie
Wu fut premier secrétaire du PCC de la région autonome du Tibet de 1985 à 1988. Il assurait aussi les fonctions de commissaire politique et de chef du Parti de la Région militaire du Tibet de l'Armée populaire de Libération.
En 1986, sous la présidence de Deng Xiaoping, les Tibétains, profitant de la politique libérale en matière religieuse adoptée par Wu Jinghua, le nouveau premier secrétaire du parti au Tibet, se mirent pour la première fois à afficher publiquement des photos du dalaï-lama.
Selon Robert Barnett, Wu Jinghua fut limogé pour « déviationnisme de droite » en 1988,.
Pour  Ronald D. Schwartz, professeur en sociologie à l'Université Memorial de Terre-Neuve au Canada, si Wu Jinghua, bien vu des Tibétains, fut officiellement remplacé pour raison de santé, son éviction serait liée à son incapacité à contenir les manifestations au Tibet.
Il est décédé le 19 octobre 2007.